# 松讷贝格县
松讷贝格县（Landkreis Sonneberg）是德国图林根州南部的一个县，县治松讷贝格。

## 地理
松讷贝格县北面与萨尔费尔德-鲁多尔施塔特县，东面与巴伐利亚州的克罗纳赫县，南面与巴伐利亚州的科堡县，西面与希尔德堡豪森县相邻。